# カイス・ド・ソドレ駅
カイス・ド・ソドレ駅（ポルトガル語: Estação Cais do Sodré）は、ポルトガルのリスボンミゼリコールディア地区の鉄道駅。

## 概要
ポルトガル鉄道（CP）カスカイス線とリスボンメトロ緑線の乗換駅である。またトラムやセイシャル・モンティージョ方面に向かうフェリーとの接続地（カイス・ド・ソドレフェリーターミナル）にもなっている。

## 沿革
カスカイス線は初めにカスカイス-ペドロウソス間が1889年9月30日に開通したことを皮切りに東方に延伸工事をし続け、カイス・ド・ソドレ駅には1895年9月4日に到達し、駅が開業した。ただし駅の建物は木造の簡素な作りであった。
1925年にソシエダーデ・エストリル社は旧サンパウロ市教区の境界に沿って新駅を建設するプロジェクトを計画した。新駅は1928年8月18日に完成し、併用開始され、今に至る。
1960年にホーム上に新しい屋根が建てられたが、1963年5月28日に屋根が崩壊し、約50人が死亡する事故が発生した。
メトロ緑線の駅は1998年4月18日に開業した。

## 駅構造

### ポルトガル鉄道
頭端式ホーム4面7線の地上駅。プラットフォームの長さは206～220m、高さはすべて110cmある。
駅舎はアールデコ様式のモダニズム風。建築家ポルフィリオ・パルダル・モンテイロによって設計された。駅舎内にスーパーマーケットのピンゴ・ドーセがテナントとして入っている。
| ホーム | 路線         | 方向 | 行先           |
| ------ | ------------ | ---- | -------------- |
| 1-6    | カスカイス線 | 西行 | カスカイス方面 |

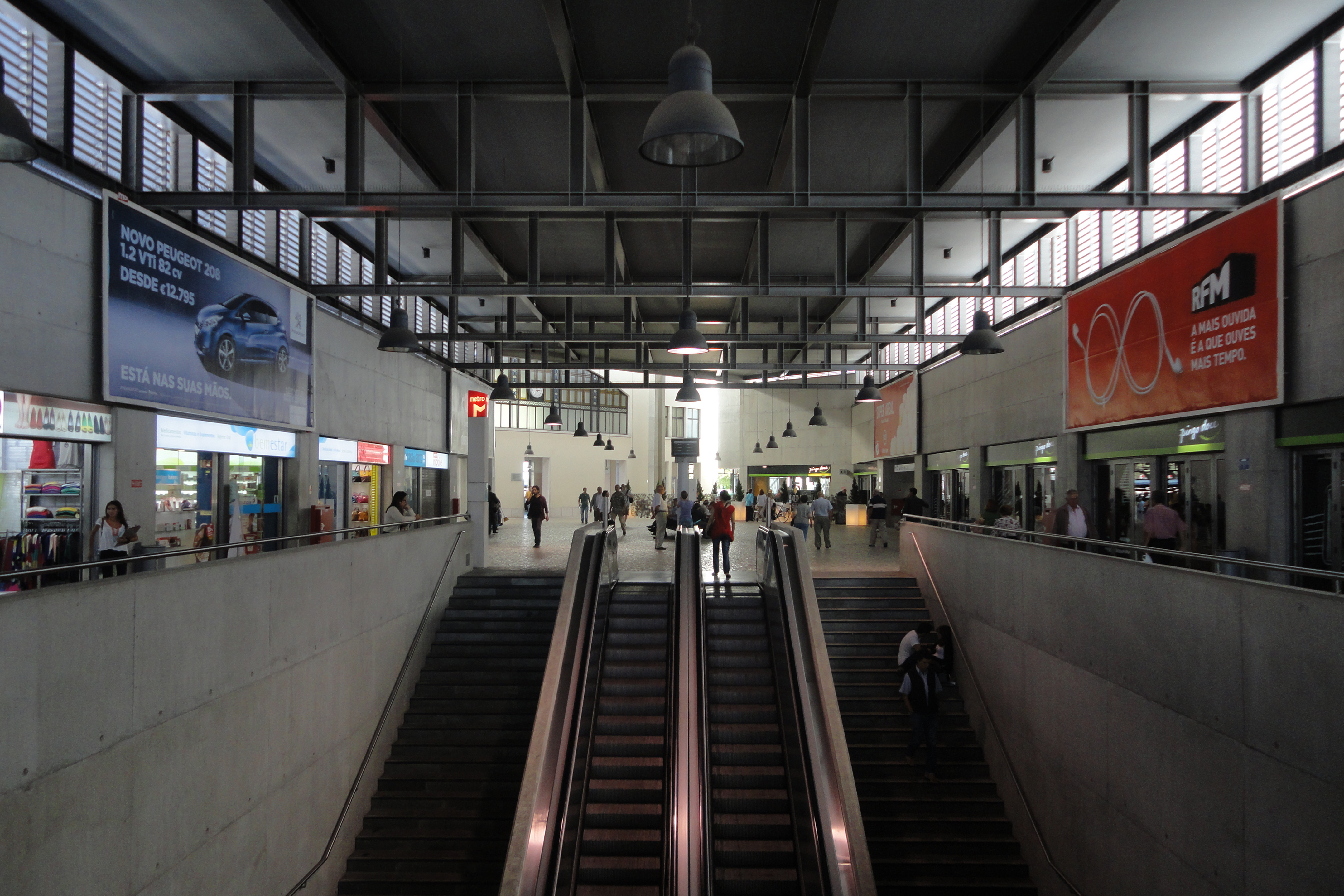
コンコース
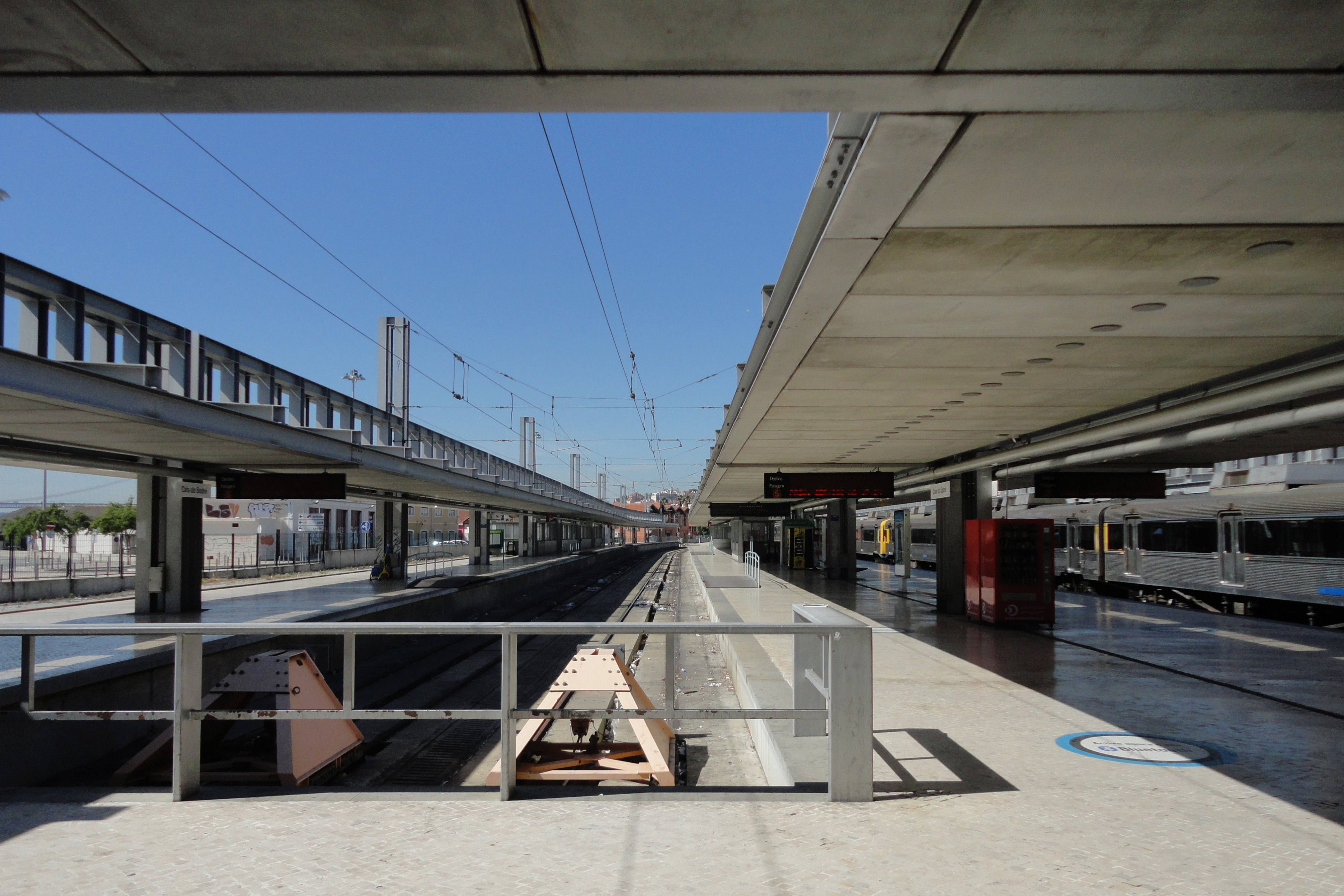
プラットホーム

### リスボンメトロ
単式ホーム1面1線と島式ホーム1面2線、計2面3線のホームを有する地下駅。駅出入口用の階段は3箇所、エレベータは1基ある。
当駅は建築家のペドロ・ボテーリョとヌーノ・テオトニオ・ペレイラによって設計され 、画家のアントニオ・ダコスタのアートを取り込んでいる。この駅は2008年にヴァルモール賞を受賞した。

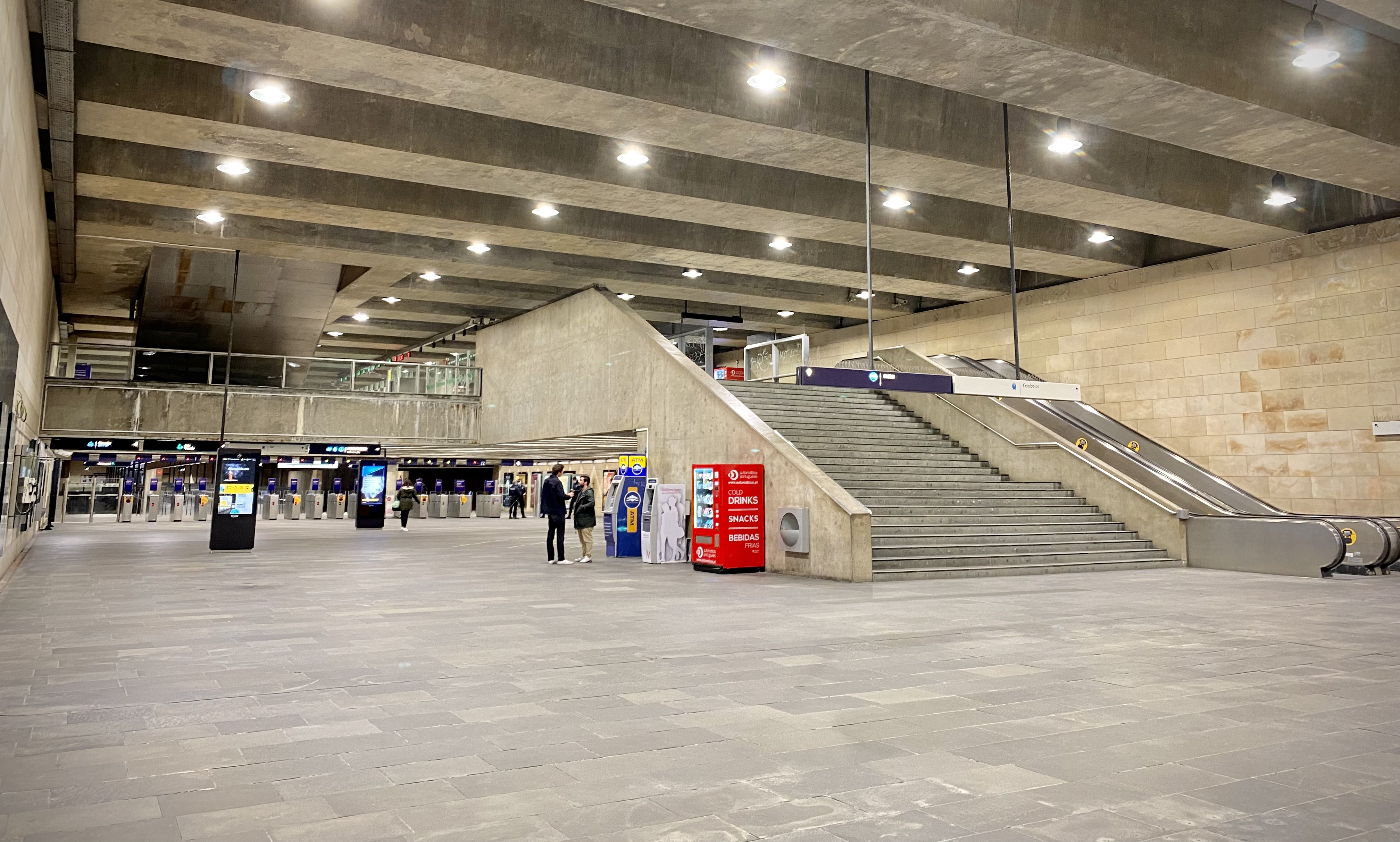
コンコース
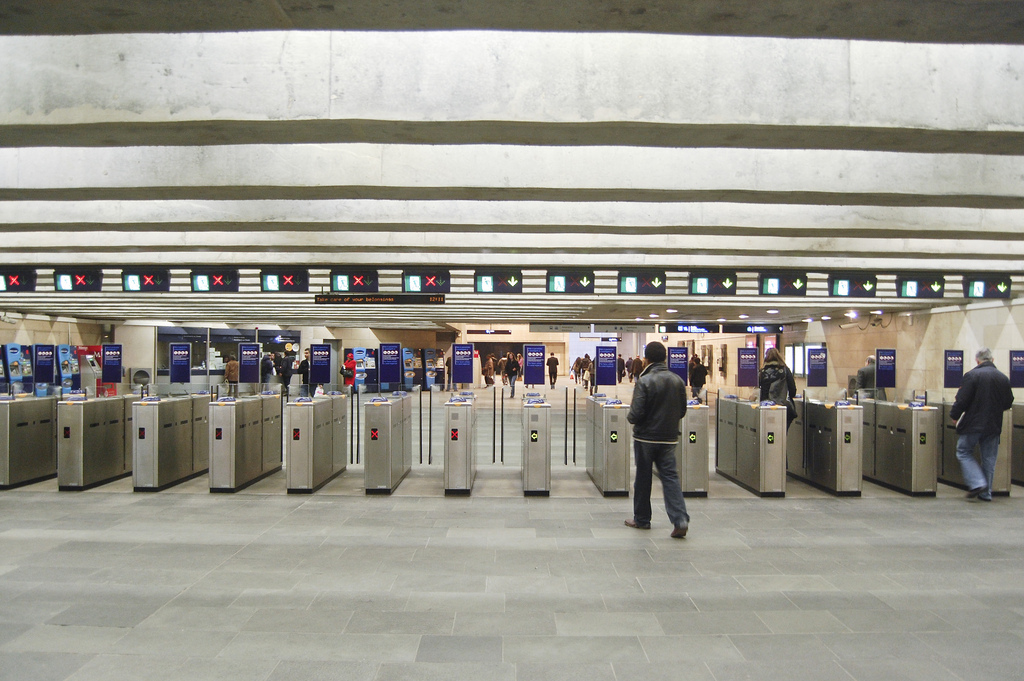
改札口
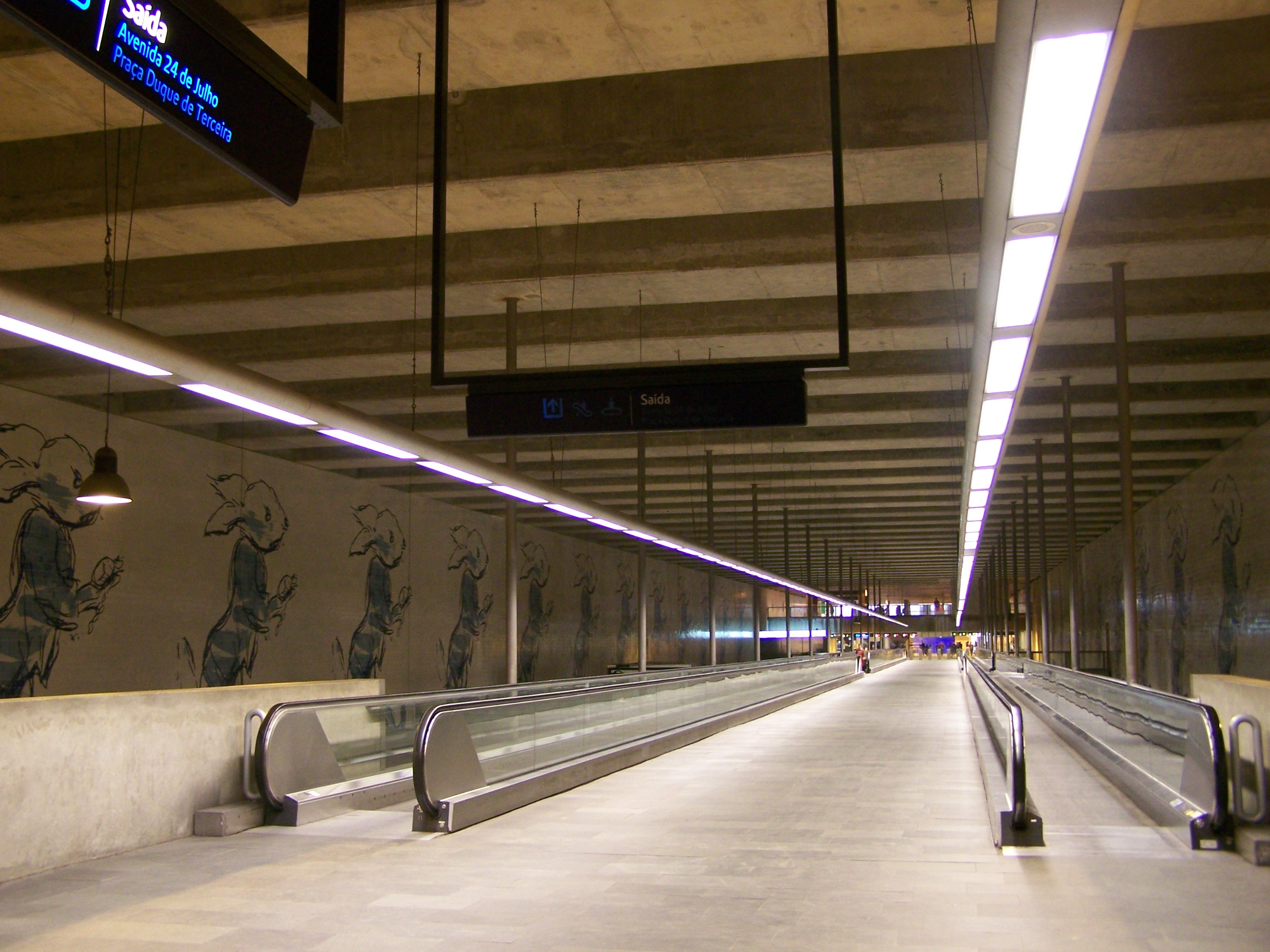
改札口〜プラットホーム階段間にある長い通路および動く歩道
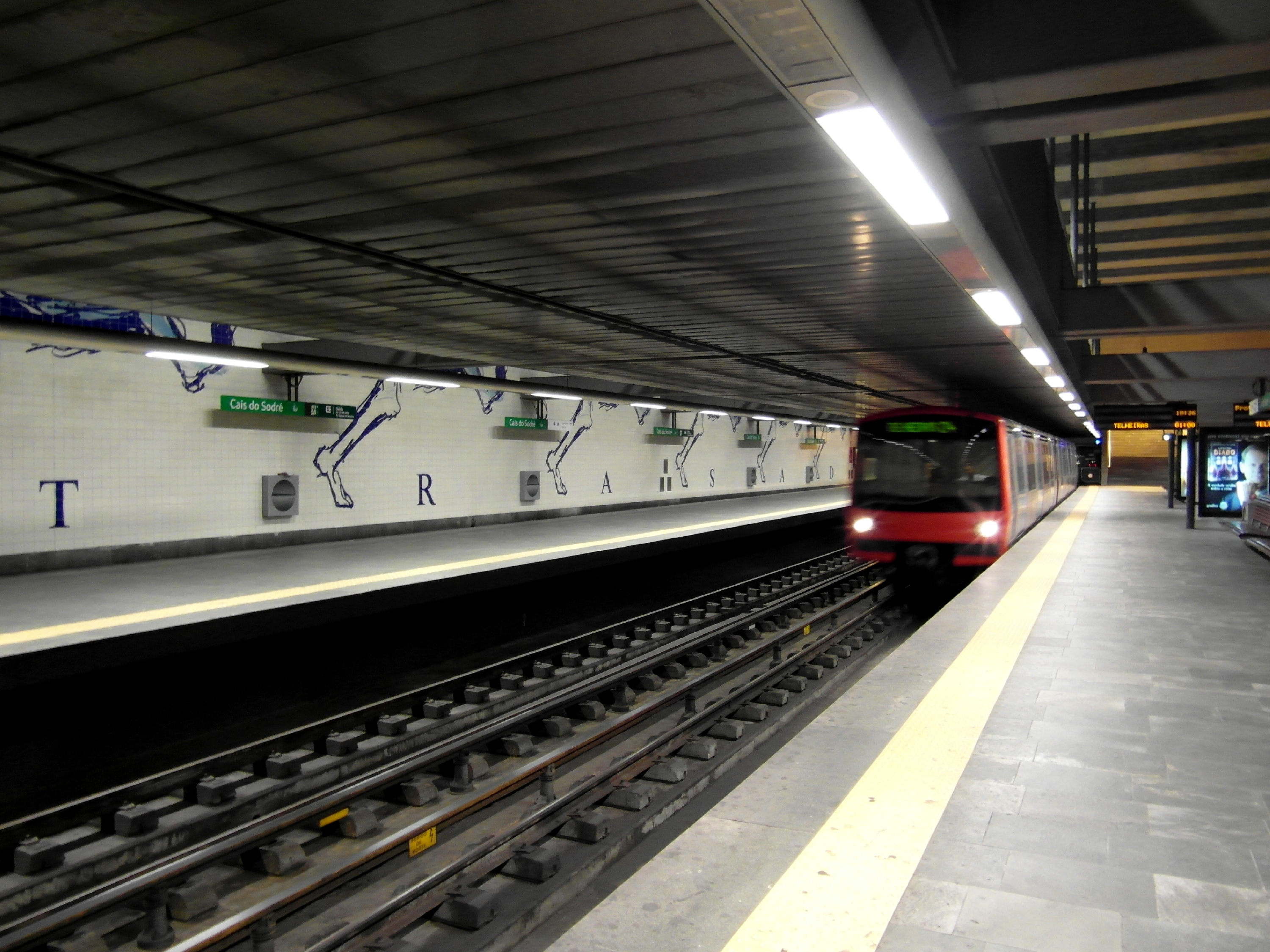
プラットホーム

## 駅周辺
- カイス・ソドレ電停（ トラム15E系統（ポルトガル語版）・18E系統（ポルトガル語版））
- カイス・ド・ソドレフェリーターミナル（ポルトガル語版）
- ロケ・ガメイロ庭園（ポルトガル語版）
- テルセイラ公爵（ポルトガル語版、英語版）像
- リベイラ市場（ポルトガル語版）
- ピンクストリート

## 隣の駅
ポルトガル鉄道
 カスカイス線
カイス・ド・ソドレ駅 - サントス駅
リスボンメトロ
 緑線
バイシャ＝シアード駅 - カイス・ド・ソドレ駅